# Гуртовой, Николай Павлович
Никола́й Па́влович Гуртово́й (25.12.1918 — 11.01.1991) — разведчик 107-й отдельной гвардейской разведывательной роты (102-я гвардейская стрелковая Новгородская ордена Суворова 2-й степени дивизия, 40-й гвардейский стрелковый Краснознамённый корпус, 19-я армия, 2-й Белорусский фронт), гвардии ефрейтор, участник Великой Отечественной войны, полный кавалер ордена Славы.

## Биография
Родился 25 декабря 1918 года в селе Павловка ныне Чугуевского района Приморского края в крестьянской семье. Русский. Член ВКП(б)/КПСС с 1944 года. После окончания 5 классов школы работал в колхозе.
В Красной Армии с 1940 года. Получил специальность шофера. На фронтах Великой Отечественной войны с июля 1941 года. Боевой путь начал на Карельском фронте, был водителем санитарной машины в медсанбате. В марте 1943 года был ранен при артобстреле, после госпиталя вернулся в свою дивизию. На этот раз был зачислен разведчиком в стрелковый полк. Принимал участие в боевых действиях на Карельском и 2-м Белорусском фронтах. В боях несколько раз ранен.
24 июля 1944 года разведчик 23-й отдельной разведывательной роты (65-я стрелковая Новгородская Краснознамённая дивизия, 14-я армия, Карельский фронт) рядовой Н. П. Гуртовой, участвуя в боевой операции, первым бросился вперёд, увлекая за собой бойцов. Быстро преодолев проволочное заграждение, ворвался во вражеские траншеи и вёл огневой бой до подхода основных сил. За свои действия Приказом по частям 65-й стрелковой Новгородской Краснознамённой дивизии от 3 августа 1944 года № 034/н награждён медалью «За отвагу».
Из наградного листа на Гуртового 

9 октября 1944 года, участвуя в разведке, напал на батарею противника, уничтожил 2 солдат и с группой разведчиков захватил 6 исправных орудий и 2 миномёта. Одним из первых форсировал реку Титовка (южнее города Петсамо, ныне Печенга Мурманской области) и из-за засады стал обстреливать отступающего врага. В бою уничтожил 18 солдат противника и вынес с поля боя раненного командира разведывательной группы капитана Васильева— 
.
Приказом по частям 65-й стрелковой Новгородской Краснознамённой дивизии полковника Калиновского Г. Е. 17 октября 1944 года (№ 041/н) красноармеец Гуртовой Николай Павлович награждён орденом Славы 3-й степени.
В ночь на 25 октября 1944 года ефрейтор Н. П. Гуртовой участвовал в составе разведывательной группы под командованием лейтенанта Андрея Бахтеева. Разведывательная группа 32 разведчика, решительным налётом захватила на станции Бьерневанд (южнее города Киркенес, Норвегия) 18 автомашин, 4 мотовоза, 7 паровозов, 225 вагонов с никелем, 4 вагона с бумагой, 10 вагонов с заводским оборудованием и другим ценным имуществом, уничтожила более 200 солдат и офицеров противника, двигавшихся в колонне, предотвратили подрыв штольни, где скрывалось норвежское население города Киркенеса. Об этих днях был снят советско-норвежский фильм «Под каменным небом».
Приказом по войскам 14-й отдельной армии от 24 ноября 1944 года (№ 0306/н) ефрейтор Гуртовой Николай Павлович награждён орденом Славы 2-й степени.
Участвуя в одной из разведывательных операций, гвардии ефрейтор Н. П. Гуртовой, своевременно обнаружил засаду противника и самоходную пушку.
23 марта 1945 года, выявляя огневую систему противника, обнаружил его боевое охранение и в рукопашной схватке уничтожил 3 вражеских солдат. За свои действия приказом по частям 102-й гвардейской стрелковой Новгородской ордена Суворова 2-й степени дивизии от 27 марта 1945 года (№ 011/н) гвардии ефрейтор Гуртовой Н. П. награждён орденом Красной Звезды.
4 апреля 1945 года гвардии ефрейтор Н. П. Гуртовой участвовал в разведывательной операции в районе населённого пункта Коссакау (5 километров севернее города Гдыня, Польша). Первым ворвался в деревню, расстрелял офицера и 2 солдат противника. Лишившись командира, враг в панике побежал. Гвардии ефрейтор Н. П. Гуртовой гранатами уничтожил ещё несколько солдат противника, но сам был тяжело ранен. С поля боя не ушёл, пока деревня не была захвачена полностью. За свои действия был представлен к награждению орденом Отечественной войны 2-й степени.
Приказом по войскам 19-й армии от 21 апреля 1945 года (№ 0189) гвардии ефрейтор Гуртовой Николай Павлович награждён орденом Славы 2-й степени.
Ранение было тяжёлым, долго лечился, и на фронт он больше не вернулся. 2 июля 1945 года был демобилизован.
Только через 23 года пересмотрели наградные документы разведчика.
Указом Президиума Верховного Совета СССР от 1 октября 1968 года в порядке перенаграждения Гуртовой Николай Павлович награждён орденом Славы 1-й степени. Стал полным кавалером ордена Славы.
Жил в селе Ленино Чугуевского района Приморского края. Работал мастером в леспромхозе. Скончался 11 января 1991 года. Похоронен в селе Ленино Чугуевский район Приморский край.

## Награды
- Полный кавалер ордена Славы[9]:
  - орден Славы I степени (01.10.1968, орден № 2926)[10];
  - орден Славы II степени (24.11.1944, орден № 305)[11];
  - орден Славы III степени (17.10.1944, орден № 171633)[12];
- орден Отечественной войны I степени (11.03.1985)[13];
- орден Красной Звезды (27.03.1945)[14];
- медали, в том числе:
  - «За отвагу» (03.08.1944)[15];
  - «За оборону Ленинграда» (9.06.1945);
  - «В ознаменование 100-летия со дня рождения Владимира Ильича Ленина» (06.04.1970);
  - «За победу над Германией в Великой Отечественной войне 1941—1945 гг.» (09.05.1945);
  - «За оборону Советского Заполярья» (09.06.1945);
  - «20 лет Победы в Великой Отечественной войне 1941—1945 гг.» (07.05.1965)[16];
  - «30 лет Победы в Великой Отечественной войне 1941—1945 гг.»[17];
  - 40 лет Победы в Великой Отечественной войне 1941—1945 гг.[18];
  - «50 лет Вооружённых Сил СССР» (26.12.1967)[19];
- Знак «25 лет победы в Великой Отечественной войне» (1970)

## Память
- На могиле установлен надгробный памятник.
- Его имя увековечено в Главном Храме Вооружённых сил России, и навсегда запечатлено на мемориале «Дорога памяти».